# 烏克蘭文化教育中心
烏克蘭文化教育中心（烏克蘭語：Осередoк Украïнськoï Культури й Освiти, Oseredok Ukrains’koi Kul’tury i Osvity），也稱為Oseredok（烏克蘭語為「中心」），是位於加拿大緬尼托巴省溫尼伯的博物館、美術館和圖書館，致力於紀念加拿大烏克蘭裔社區。它是加拿大同類機構中最大的烏克蘭文化機構。
博物館由加拿大烏克蘭民族聯合會於1944年創立，收藏並保存各種材料和文物，包括文獻、古地圖、珍本書、電影、照片、民間藝術品、拓荒者工具、樂器以及當地民間服飾。館內展出加拿大和國際烏克蘭藝術家的作品。
圖書館收藏了超過40,000冊烏克蘭語和英語書籍和期刊，包括兒童書籍、民間傳說、音樂、人文和科學書籍、珍本書和參考資料。

## 外部連結
- Oseredok (官方網站)